# Attalos II.

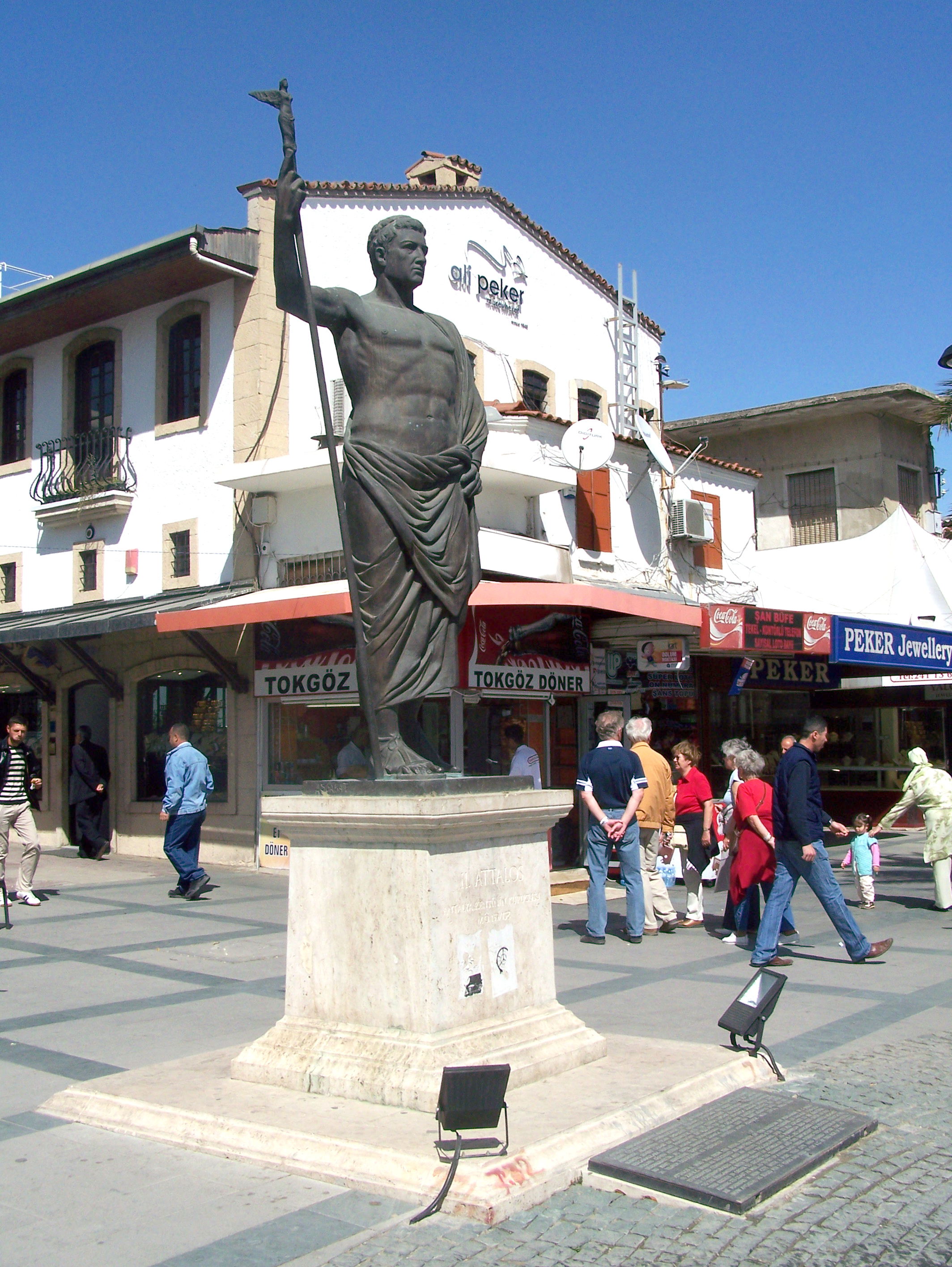
Eine Skulptur Attalos’ in Antalya

Attalos II. Philadelphos (altgriechisch Ἄτταλος ὁ Φιλάδελφος Áttalos ho Philádelphos; * 220 v. Chr.; † 138 v. Chr.) war König von Pergamon aus der Dynastie der Attaliden. Er war der zweite Sohn von Attalos I. und Apollonis. 
Er folgte im Jahre 159 v. Chr. seinem Bruder Eumenes II. auf den Thron, nachdem er schon seit 192 v. Chr. Staatsgeschäfte getätigt hatte. Im gleichen Jahr heiratete er Stratonike, die Witwe seines Bruders. Er ist der Erbauer der berühmten Stoa des Attalos in Athen. Seinen Beinamen „Philadelphos“ („bruderliebend“) trägt er aufgrund seiner engen Beziehung zu Eumenes.
Sein unehelicher Sohn Aristonikos beanspruchte im Jahre 133 v. Chr. den Thron unter dem Namen Eumenes III.